# け・も・の・だ・も・の
『け・も・の・だ・も・の』とは、声優ユニット・どうぶつビスケッツ×PPPのEP（ミニアルバム）。2019年10月4日にビクターエンタテインメントより発売された。

## 概要
『けものフレンズ』に関連するアルバムとしては『フレンズビート!』以来約4か月ぶり、どうぶつビスケッツ×PPPの作品としてはシングル『乗ってけ!ジャパリビート』以来約8か月ぶりの作品となる。また、2019年8月21日にフェネック役が美坂朱音に変わってから初の作品。

## 販売形態
販売形態は通常盤 (VICL-65251)と初回限定盤A (VIZL-1260)と初回限定盤B (VICL-37334/5)の3種。
- 通常盤
CD1枚組。吉崎観音によるイラストジャケット。[8]。

- 初回限定盤A
CDとDVDの2枚組。どうぶつビスケッツ×PPPキャストの実写によるジャケット。DVDには、「け・も・の・だ・も・の」のミュージックビデオのフルサイズと、そのメイキング映像が収録されている[8]。

- 初回限定盤B
CDの2枚組。ゲーム『けものフレンズ3』オリジナルジャケット。2枚目のCDには、「けものフレンズ3」ゲームBGM全4曲が収録されている[8]。

## チャート成績
| チャート | 最高位 |
| -------- | ------ |
| オリコン | 34位   |

## 作品解説

### 全盤共通
1. け・も・の・だ・も・の
  - 歌：どうぶつビスケッツ×PPP

スマートフォンゲーム『けものフレンズ3』、アーケードゲーム『けものフレンズ3プラネットツアーズ』主題歌[9]。『Animelo Summer Live 2019 -STORY-』にて、「けものフレンズ with オーイシマサヨシ」として「乗ってけ!ジャパリビート」とのメドレーで歌唱した[10]。後にアルバム『MIRACLE DIALIES』でも収録される。
2. わっはっはえがお
  - 歌：どうぶつビスケッツ×PPP

表題曲以外では初のどうぶつビスケッツ×PPPの楽曲。また、大石昌良が制作していない楽曲をどうぶつビスケッツ×PPPが歌うのも初めてである[11]。作詞・作曲・編曲を務めた、武田将弥のデビュー曲である[12]。
3. ぴかぴかエモーション
  - 歌：どうぶつビスケッツ

アニソンを音楽作家目線でレビューするプロジェクト「アニソン派！project」の「2019年総まとめ！アニソン派！的最新おすすめアニソンアワード」にノミネートしている[13]。
4. フルーツ!フルーツ!フルルーツ?
  - 歌：PPP

PPPとしては、初めてフルル（築田行子）がメインで歌唱する曲。東武動物公園のフンボルトペンギン「グレープ」との関係で出来た曲[11]。

## 収録内容

### 各盤共通
| #         | タイトル                                      | 作詞・作曲・編曲 | 時間  |
| --------- | --------------------------------------------- | ---------------- | ----- |
| 1.        | 「け・も・の・だ・も・の」                    | 大石昌良         | 3:23  |
| 2.        | 「わっはっはっえがお」                        | 武田将弥         | 3:48  |
| 3.        | 「ぴかぴかエモーション」                      | 瀬名航           | 4:07  |
| 4.        | 「フルーツ!フルーツ!フルルーツ?」             | ヒゲドライバー   | 3:43  |
| 5.        | 「け・も・の・だ・も・の (-off vocal ver.-)」 | 大石昌良         | 3:20  |
| 合計時間: | 合計時間:                                     | 合計時間:        | 18:21 |

### 初回限定盤A (DVD)
| #         | タイトル                                     | 作詞  | 作曲・編曲 | 時間  |
| --------- | -------------------------------------------- | ----- | ---------- | ----- |
| 1.        | 「け・も・の・だ・も・の (Music Video)」     |       |            | 4:06  |
| 2.        | 「け・も・の・だ・も・の (MV Making Movie)」 |       |            | 17:26 |
| 合計時間: | 合計時間:                                    | 21:32 |            |       |

### 初回限定盤B (CD)
| 全作曲・編曲: 立山秋航。 |                                        |      |            |      |
| #                        | タイトル                               | 作詞 | 作曲・編曲 | 時間 |
| 1.                       | 「けもの達のホーム～まずはここから～」 |      | 立山秋航   | 1:03 |
| 2.                       | 「ワクワクけものバトル!」              |      | 立山秋航   | 1:09 |
| 3.                       | 「次は何が起こるかな?」                |      | 立山秋航   | 1:14 |
| 4.                       | 「強そうなの来たぁ～!」                |      | 立山秋航   | 1:13 |
| 合計時間:                | 合計時間:                              | 4:39 |            |      |

### ユニットメンバー
1. ↑  サーバル（尾崎由香）、フェネック（美坂朱音）、アライグマ（小野早稀）
2. ↑  ロイヤルペンギン（佐々木未来）、コウテイペンギン（根本流風）、ジェンツーペンギン（田村響華）、イワトビペンギン（相羽あいな）、フンボルトペンギン（築田行子）